# Geneviève Gallot
Geneviève Gallot, née le 18 février 1949 à Neuilly-sur-Seine, est une haute fonctionnaire française.
Nommée Inspectrice générale des Affaires Culturelles par décret du Président de la République du 19 décembre 2013 après avoir exercé des fonctions d'Inspectrice Générale de la création, des enseignements artistiques et de l'action culturelle, et dirigé l'Institut national du patrimoine puis l'École nationale supérieure des Arts Décoratifs.

## Biographie

### Formation et début de carrière
Titulaire d’un doctorat de lettres modernes, avec la thèse Écriture/Peinture chez Henri Michaux, et diplômée de l’École du Louvre, Geneviève Gallot commence sa carrière au ministère de la Culture et de la Communication à la direction du Théâtre puis, en 1977, est chargée de mission au Fonds d'intervention culturelle.

### Carrière au ministère de la Culture
En 1981, elle est chargée par les ministres de la Santé et de la Culture, la Fondation de France et le Fonds d'intervention culturelle d’une mission sur le thème « culture et handicap ».
Secrétaire générale du Fonds d'incitation à la création (Fiacre), puis chef du département de la décentralisation artistique, elle devient en 1986 inspecteur général de la création et des enseignements artistiques, chef de l'Inspection générale des enseignements artistiques à la délégation aux arts plastiques.
De 1990 à 1993, elle est conseiller technique au cabinet de Jack Lang, ministre de la Culture et de la Communication, chargée des musées et des arts plastiques ainsi que commissaire du gouvernement auprès du Centre Georges Pompidou. 
Engagée tout au long de sa carrière au niveau international, elle est chargée de mission à l’Unesco de 1993 à 1995 puis chargée d’une mission par les ministres de la Culture et des Affaires étrangères sur le réseau culturel de la France en Europe.
En 1998, elle est nommée directrice de l’espace Electra – EDF où elle organise notamment l’exposition James Turrell.

### Directrice d'institutions culturelles
De 1999 à 2008, elle dirige l'École nationale du patrimoine (ENP, devenue l’Institut national du patrimoine (INP) en 2001). 
En décembre 2008, elle est nommée directrice de l’École nationale supérieure des arts décoratifs (ENSAD), où elle impulse une nouvelle dynamique en développant une politique de partenariats notamment avec Paris Sciences et Lettres (PSL Research University), d'ouverture internationale et de diversification sociale. Elle quitte ses fonctions en octobre 2013.

### Autres activités
En parallèle, Geneviève Gallot assure de nombreuses activités d’enseignement à l'École nationale d'administration (ENA), à l'université Paris IX-Dauphine et à l'Institut d'études politiques de Paris (1994-2000) (L’histoire de l’art contemporain, Les politiques culturelles…). Elle est également administrateur de l'établissement public du Grand Louvre (1990-1993), du musée du Louvre (1993-1995), de l'Institut national d'histoire de l'art (2000-2008), de l'Université Paris I - Panthéon Sorbonne (2000-2008), de l’Institut français d’archéologie orientale (2008-2012), du Lieu du design (depuis 2010). Présidente de l’Association Art et Recherche, elle est membre du Conseil d’administration de Paris Sciences et Lettres (PSL Research University)(2011-2013). 
Membre du Conseil supérieur des Archives (2000-2008), elle est membre du Conseil Artistique de la Casa Velasquez (depuis 2011), membre du jury de la Casa Velasquez (2012 et 2013), et de plusieurs associations : ICOM (International Council of Museums), ICTOP (International Committee for the Training of Personnel), CFHA (Comité Français d’Histoire de l’Art) etc. 
Geneviève Gallot est Présidente de l'Association Art et Recherche (2012-2013) et du Conseil d’administration de « La Muse en Circuit », centre national de création musicale (depuis 2009).
Elle est l’auteur de divers articles dont : le Centre Pompidou, une utopie épuisée ? in Le Débat, 1998, Dominique Bozo, un grand serviteur de l’État,  CNAC, 2000, Le patrimoine immatériel, in Revue de l’Université de Tokyo, 2006, etc. 

## Décorations
Elle est nommée officier de la Légion d'honneur le 14 juillet 2013 et de l’ordre national du Mérite le 24 novembre 2005.